# 庵奥里愛
庵奥 里愛（あんおく りあ、1996年10月2日 - ）は、日本の女子ラグビーユニオン選手。

## プロフィール
- 兵庫県出身[1]。
- ポジションはフルバック(FB)。
- 身長 160cm、体重 60kg
- 愛称はりあ。
- 兄の翔太もラグビー選手[2](現・浦安D-Rocks)。
- 女子日本代表キャップは9。（2022年11月現在）

## 略歴
2015年、神戸甲北高校卒業後、日本体育大学に入る。
2019年、日本体育大学卒業後、住友電装に入社して三重パールズに入る。同年7月13日に行われた女子オーストラリア遠征女子オーストラリア代表戦にて先発出場で女子日本代表初キャップを獲得した。
2022年、ラグビーワールドカップ2021の女子日本代表に選ばれた。

## 主な成績
- 2019 年 第5回全国女子ラグビーフットボール選手権大会 優勝 大会MVP[6]